# 1978 في كولومبيا
فيما يلي قوائم الأحداث التي وقعت خلال عام 1978 في كولومبيا.

## سياسة

### تعيين في المنصب
- 7 أغسطس – خوليو سيزار طربيه أيالا رئيس كولومبيا.

### انتهاء فترة المنصب
- 20 يوليو – بيليساريو بيتانكور عضو مجلس الشيوخ في كولومبيا ‏.
- 7 أغسطس – ألبرتو سانتوفيميو Minister of Justice and Law of Colombia ‏.
- 7 أغسطس – ألفونسو لوبيز ميكلسين رئيس كولومبيا.

## مواليد

### فبراير
- 4 فبراير – دانا غارسيا ممثلة مكسيكية.
- 14 فبراير – ديفيد مونتويا لاعب كرة قدم كولومبي.
- 20 فبراير – خوان كارلوس كوينتيرو أندرادي لاعب كرة قدم كولومبي.

### مارس
- 23 مارس – أندريس ميدينا أغيري لاعب كرة قدم كولومبي.
- 29 مارس – إريكا أبريل عداءة مسافات طويلة كولومبية.

### أبريل
- 26 أبريل – إلسون بيسيرا لاعب كرة قدم كولومبي.
- 29 مارس – إريكا أبريل عداءة مسافات طويلة كولومبية.

### مايو
- 11 مايو – جوليان روجاس لاعب تايكوندو كولومبي.
- 13 مايو – ايفان لوبيز لاعب كرة قدم كولومبي.
- 18 مايو – والتر خوسيه مورينو لاعب كرة قدم كولومبي.
- 25 مايو – ويلسون سانشيز لاعب كرة قدم كولومبي.

### يونيو
- 21 يونيو – جاك جوزمان ممثل أمريكي.

### يوليو
- 20 يوليو – ريكاردو أراوغو موسيقي كولومبي.
- 28 يوليو – باولو فيلار منافِس ألعاب قوى كولومبي.

### أغسطس
- 18 أغسطس – أليخاندرو فيغيروا لاعب كرة قدم كولومبي.

### سبتمبر
- 11 سبتمبر – مارتا غوميز موسيقية كولومبية.
- 28 سبتمبر – ليليانا لوزانو ممثلة كولومبية.

### أكتوبر
- 28 أكتوبر – خورخي ريفيرا غاليندو لاعب كرة قدم كولومبي.

### نوفمبر
- 4 نوفمبر – بيرثا سانشيز منافِسة أوليمبية كولومبية.
- 15 نوفمبر – ميغيل باريرا ملاكم كولومبي.

## وفيات

### أغسطس
- 15 أغسطس – هنري هيغينز (مواليد 1944)